# Primera B de Chile 2014-15
El Campeonato Nacional Scotiabank de Primera B del Fútbol Profesional 2014-15 (por motivos de patrocinio), fue el primer torneo de la temporada 2014-2015 de la Primera B del fútbol chileno. Es organizado por la Asociación Nacional de Fútbol Profesional de Chile (ANFP). Comenzó el día 2 de agosto de 2014 y finalizó el día 17 de mayo de 2015.
El equipo que finalmente consiguió el ascenso a la Primera División fue San Luis de Quillota quien volvía a la máxima categoría tras sufrir su último descenso en 2010, de esta forma el equipo quillotano se tomaba revancha de lo sucedido en la final por el subcampeonato la temporada anterior donde sucumbió en penales a manos de Barnechea, mientras que el equipo descendido a la Segunda División Profesional fue Lota Schwager (equipo que debía descender la temporada anterior, pero la ANFP sancionaría con el descenso a Naval de Talcahuano por el no pago de cotizaciones entre agosto de 2013 y febrero de 2014).
Este es el segundo torneo que se juega bajo el nuevo calendario adoptado por el fútbol chileno, con un formato que sigue la usanza europea de inicio de temporada a mitad de año. Este formato de calendario se aplica también a la Primera División.
Los equipos que se sumaron a este torneo son Rangers, Everton e Iberia. Los dos primeros bajaron de la categoría de Primera División, los talquinos estuvieron 2 años y medio en la máxima categoría, y los viñamarinos vuelven a la categoría luego de un año y medio en la división de honor, mientras que el tercero subió de categoría, tras varias temporadas en Segunda División Profesional y fútbol amateur, obteniendo el tricampeonato de la primera categoría mencionada.

## Aspectos generales

### Sistema de campeonato
Se jugarán 20 fechas divididas en 2 ruedas, a disputarse primero en fase zonal en 2 grupos de 7 equipos, que se determina por zonas geográficas y luego, bajo el sistema conocido como todos contra todos, en una sola rueda. En este torneo, se observará el sistema de puntos, de acuerdo a la reglamentación de la Internacional F.A. Board, asignándose tres puntos, al equipo que resulte ganador; un punto, a cada uno en caso de empate; y cero punto al perdedor.
El orden de clasificación de los equipos, se determinará en una tabla de cómputo general, de la siguiente manera:
- A) Mayor cantidad de puntos obtenidos; en caso de igualdad;
- B) Mayor diferencia entre los goles marcados y recibidos; en caso de igualdad;
- C) Mayor cantidad de partidos ganados; en caso de igualdad;
- D) Mayor cantidad de goles convertidos; en caso de igualdad;
- E) Mayor cantidad de goles de visita marcados; en caso de igualdad;
- F) Menor cantidad de tarjetas rojas recibidas; en caso de igualdad;
- G) Menor cantidad de tarjetas amarillas recibidas; en caso de igualdad;
- H) Sorteo.

En cuanto al campeón del torneo 2014-15, se definirá de acuerdo al siguiente sistema:
- A) Mayor cantidad de puntos obtenidos; en caso de igualdad;
- B) Partido de definición en cancha neutral.

En caso de que la igualdad sea de más de dos equipos, esta se dejará reducida a dos clubes,
de acuerdo al orden de clasificación de los equipos determinado anteriormente.

### Modalidad
Para el torneo de Primera B 2014-15, el sistema de campeonato será igual al de los años 2008, 2009, 2011 y 2012. Cada torneo tendrá 20 fechas, sumando un total de 40 fechas en el año. Los torneos serán así:
- Torneo Primera B 2014-2015: Se jugará a partir del mes de julio de 2014 y finalizará en el mes de mayo de 2015. Se dividirá en dos fases, una zonal y otra nacional. Contempla una primera fase (zonal), en la que los 14 equipos se dividirán en dos zonas (norte y sur), enfrentándose todos contra todos en una rueda de 7 fechas; además de una segunda fase (nacional), que reúne a los 14 equipos, también jugando todos contra todos en una única rueda de 13 fechas.

El equipo que obtenga la mayor cantidad de puntos en la tabla general (sumatoria de las tablas de las 2 fases del Apertura y Clausura), se utilizará para determinar al Campeón Nacional de Primera B 2014-2015 y de paso, ascenderá automáticamente a la Primera División para la próxima temporada 2015-2016. La ANFP determinó que solamente el campeón Nacional ascenderá a Primera División (para igualar a 16 la Primera División y Primera B). En el caso del Descenso, el equipo que ocupe la última posición de la Tabla General descenderá directamente a la Segunda División Profesional para la temporada 2015-2016. En este Torneo tampoco habrá liguilla de Promoción.

## Zonas
La división de equipos se realizará usando criterios geográficos, determinados por la ANFP.
| Zona Norte | Zona Sur |
| - Coquimbo Unido - Deportes Copiapó - Deportes La Serena - Everton - Magallanes - San Luis - Unión San Felipe | - Curicó Unido - Deportes Concepción - Deportes Temuco - Iberia - Lota Schwager - Rangers - Santiago Morning |
| --- | --- |

### Árbitros
| Provenientes de Primera División   | Siguen del torneo pasado                                                                   | Provenientes de Segunda División                                                    |
| - Christian Rojas - José Campusano | - César Deischler - Nicolás Muñoz - Marcelo González - René De la Rosa - Francisco Caamaño | - José Cabero - Héctor Jona - Felipe González - Cristian Pavez - Francisco Gilabert |
| ---------------------------------- | ------------------------------------------------------------------------------------------ | ----------------------------------------------------------------------------------- |

Los árbitros de la Primera División, arbitrarán en la parte final de la primera y segunda rueda de este torneo, siempre y cuando no sean designados, para arbitrar en una fecha del campeonato de la categoría mencionada.

## Ascensos y descensos
| Pos | a Primera División 2014-15                |
| --- | ----------------------------------------- |
| 1º  | San Marcos de Arica                       |
| 4°  | Barnechea (Liguilla por el Subcampeonato) |

| Pos | a Primera B 2014-15 |
| --- | ------------------- |
| 17º | Everton             |
| 18º | Rangers             |

| Pos | a Primera B 2014-15 |
| --- | ------------------- |
| 1°  | Iberia              |

| Pos | a Segunda División 2014-15           |
| --- | ------------------------------------ |
| 12º | Naval de Talcahuano (por secretaría) |

## Equipos participantes Torneo 2014-15
| Equipo                                        | Entrenador            | Ciudad               | Estadio                      | Capacidad | Marca       | Patrocinador |
| --------------------------------------------- | --------------------- | -------------------- | ---------------------------- | --------- | ----------- | ------------ |
| Coquimbo Unido                                | Víctor Hugo Castañeda | Coquimbo             | Francisco Sánchez Rumoroso   | 18.750    | Uhlsport    | TPC          |
| Curicó Unido                                  | Germán Corengia       | Curicó               | Bicentenario La Granja       | 8.000     | Lotto       | Multihogar   |
| Deportes Concepción                           | Juan José Ribera      | Concepción           | Municipal de Hualpén         | 5.000     | Uhlsport    | PF           |
| Deportes Copiapó                              | Rubén Sánchez         | Copiapó              | Luis Valenzuela Hermosilla   | 8.000     | COGG Design | Barrick Gold |
| Deportes La Serena                            | Horacio Rivas         | La Serena            | Francisco Sánchez Rumoroso   | 18.750    | cafu        | PF           |
| Deportes Temuco                               | Pablo Abraham         | Temuco               | Municipal de Villarrica      | 3.000     | M11         | Rosen        |
| Everton                                       | Carlos Medina         | Viña del Mar         | Elías Figueroa Brander       | 23.000    | Everton     | Viña         |
| Iberia                                        | Cristián Mora         | Los Ángeles          | Municipal de Los Ángeles     | 4.150     | Training    | VTR          |
| Lota Schwager                                 | Iván Endre            | Coronel              | Federico Schwager            | 5.731     | Training    |              |
| Magallanes                                    | Claudio Úbeda         | Santiago, Maipú      | Santiago Bueras              | 4.000     | Dalponte    | Besalco      |
| Rangers                                       | Carlos Rojas          | Talca                | Bicentenario Fiscal de Talca | 8.324     | Training    | PF           |
| San Luis de Quillota                          | Víctor Rivero         | Quillota             | Lucio Fariña Fernández       | 7.703     | Luanvi      | CVU          |
| Santiago Morning                              | Mauricio Pozo         | Santiago, La Pintana | Municipal de La Pintana      | 6.000     | Training    | Finasur      |
| Unión San Felipe                              | César Vigevani        | San Felipe           | Municipal de San Felipe      | 10.000    | Dalponte    | PF           |
| Datos actualizados al día 30 de enero de 2015 |                       |                      |                              |           |             |              |

## Equipos porregión
| Región        | Equipos                                        |
| ------------- | ---------------------------------------------- |
| Valparaíso    | - Everton - San Luis - Unión San Felipe        |
| Biobío        | - Deportes Concepción - Iberia - Lota Schwager |
| Metropolitana | - Magallanes - Santiago Morning                |
| Coquimbo      | - Coquimbo Unido - Deportes La Serena          |
| Maule         | - Curicó Unido - Rangers                       |
| Atacama       | - Deportes Copiapó                             |
| Araucanía     | - Deportes Temuco                              |

| Deportes Copiapó Deportes La Serena Coquimbo Unido San Luis Unión San Felipe Everton Magallanes Santiago Morning Curicó Unido Rangers Deportes Concepción Lota Schwager Iberia Deportes Temuco |
| Deportes Copiapó Deportes La Serena Coquimbo Unido San Luis Unión San Felipe Everton Magallanes Santiago Morning Curicó Unido Rangers Deportes Concepción Lota Schwager Iberia Deportes Temuco |

| Deportes Copiapó Deportes La Serena Coquimbo Unido San Luis Unión San Felipe Everton Magallanes Santiago Morning Curicó Unido Rangers Deportes Concepción Lota Schwager Iberia Deportes Temuco |

## Tabla General
Fecha de actualización: 16 de mayo de 2015
|  |     | Clubes              | Pts | PJ | G  | E  | P  | GF | GC | Dif | Rend. |
|  | --- | ------------------- | --- | -- | -- | -- | -- | -- | -- | --- | ----- |
|  | 1º  | San Luis (C)        | 81  | 38 | 24 | 9  | 5  | 61 | 32 | +29 | 70.3% |
|  | 2°  | Unión San Felipe    | 72  | 38 | 22 | 6  | 10 | 80 | 45 | +35 | 63.2% |
|  | 3°  | Everton             | 62  | 38 | 18 | 8  | 12 | 50 | 46 | +4  | 54.3% |
|  | 4º  | Deportes Concepción | 58  | 38 | 17 | 7  | 14 | 50 | 56 | -6  | 50.9% |
|  | 5º  | Deportes Copiapó    | 56  | 38 | 14 | 14 | 10 | 45 | 46 | -1  | 49.1% |
|  | 6º  | Deportes Temuco     | 54  | 38 | 15 | 9  | 14 | 49 | 52 | -3  | 47.4% |
|  | 7º  | Iberia              | 53  | 38 | 15 | 8  | 15 | 47 | 46 | +1  | 45.0% |
|  | 8º  | Santiago Morning    | 49  | 38 | 14 | 7  | 17 | 46 | 44 | +2  | 44.1% |
|  | 9º  | Curicó Unido        | 46  | 38 | 12 | 11 | 15 | 49 | 48 | +1  | 40.4% |
|  | 10º | Rangers             | 43  | 38 | 10 | 13 | 15 | 38 | 48 | -10 | 37.7% |
|  | 11º | Deportes La Serena  | 43  | 38 | 11 | 10 | 17 | 41 | 52 | -11 | 37.7% |
|  | 12º | Magallanes          | 41  | 38 | 10 | 11 | 17 | 36 | 48 | -12 | 36.9% |
|  | 13º | Coquimbo Unido      | 40  | 38 | 9  | 13 | 16 | 52 | 60 | -8  | 36.0% |
|  | 14º | Lota Schwager       | 31  | 38 | 7  | 10 | 21 | 38 | 59 | -21 | 27.2% |

|  | Campeón Nacional Primera B 2014-15 - Ascendió directamente a la Primera División 2015-16 |
|  | Descendió directamente a la Segunda División Profesional 2015-16                         |

### Evolución de la clasificación
| Equipo / Fecha      | 01 | 02 | 03 | 04 | 05 | 06 | 07 | 08 | 09 | 10 | 11 | 12 | 13 | 14 | 15 | 16 | 17 | 18 | 19 | 20 |
| ------------------- | -- | -- | -- | -- | -- | -- | -- | -- | -- | -- | -- | -- | -- | -- | -- | -- | -- | -- | -- | -- |
| San Luis            | 5  | 1  | 1  | 1  | 1  | 1  | 1  | 1  | 1  | 1  | 1  | 1  | 1  | 1  | 1  | 1  | 2  | 2  | 2  | 1  |
| Unión San Felipe    | 7  | 12 | 5  | 7  | 10 | 5  | 3  | 3  | 2  | 4  | 4  | 3  | 2  | 2  | 2  | 2  | 1  | 1  | 1  | 2  |
| Curicó Unido        | 11 | 7  | 6  | 4  | 4  | 4  | 5  | 5  | 7  | 5  | 6  | 4  | 4  | 3  | 3  | 3  | 3  | 3  | 3  | 3  |
| Everton             | 2  | 2  | 7  | 8  | 6  | 8  | 9  | 6  | 4  | 3  | 3  | 5  | 5  | 5  | 5  | 5  | 5  | 5  | 4  | 4  |
| Deportes Concepción | 3  | 8  | 9  | 11 | 12 | 13 | 12 | 12 | 12 | 8  | 11 | 11 | 11 | 9  | 8  | 8  | 8  | 7  | 8  | 5  |
| Magallanes          | 8  | 4  | 3  | 3  | 5  | 7  | 8  | 10 | 6  | 10 | 9  | 9  | 8  | 7  | 6  | 6  | 7  | 8  | 6  | 6  |
| Santiago Morning    | 13 | 5  | 4  | 2  | 2  | 2  | 2  | 2  | 3  | 2  | 2  | 2  | 3  | 4  | 4  | 4  | 4  | 4  | 5  | 7  |
| Deportes Copiapó    | 6  | 9  | 11 | 10 | 11 | 12 | 10 | 9  | 8  | 6  | 8  | 8  | 9  | 10 | 11 | 11 | 11 | 9  | 9  | 8  |
| Deportes Temuco     | 4  | 6  | 8  | 6  | 3  | 3  | 4  | 4  | 9  | 9  | 5  | 6  | 6  | 8  | 7  | 7  | 6  | 6  | 7  | 9  |
| Iberia              | 1  | 3  | 2  | 5  | 8  | 6  | 6  | 8  | 10 | 11 | 7  | 7  | 7  | 6  | 9  | 9  | 9  | 10 | 10 | 10 |
| Deportes La Serena  | 12 | 13 | 14 | 9  | 7  | 9  | 11 | 11 | 5  | 7  | 10 | 10 | 10 | 11 | 10 | 10 | 10 | 11 | 11 | 11 |
| Coquimbo Unido      | 14 | 14 | 13 | 14 | 14 | 11 | 13 | 13 | 13 | 13 | 13 | 12 | 12 | 12 | 12 | 12 | 13 | 13 | 13 | 12 |
| Rangers             | 9  | 10 | 10 | 12 | 9  | 10 | 7  | 7  | 11 | 12 | 12 | 13 | 13 | 13 | 13 | 13 | 12 | 12 | 12 | 13 |
| Lota Schwager       | 10 | 11 | 12 | 13 | 13 | 14 | 14 | 14 | 14 | 14 | 14 | 14 | 14 | 14 | 14 | 14 | 14 | 14 | 14 | 14 |

| Equipo / Fecha      | 21 | 22 | 23 | 24 | 25 | 26 | 27 | 28 | 29 | 30 | 31 | 32 | 33 | 34 | 35 | 36 | 37 | 38 | 39 | 40 |
| ------------------- | -- | -- | -- | -- | -- | -- | -- | -- | -- | -- | -- | -- | -- | -- | -- | -- | -- | -- | -- | -- |
| San Luis            | 1  | 1  | 1  | 1  | 1  | 1  | 1  | 1  | 1  | 1  | 1  | 1  | 1  | 1  | 1  | 1  | 1  | 1  | 1  | 1  |
| Unión San Felipe    | 2  | 2  | 2  | 2  | 2  | 2  | 2  | 2  | 2  | 2  | 2  | 2  | 2  | 2  | 2  | 2  | 2  | 2  | 2  | 2  |
| Everton             | 5  | 5  | 3  | 3  | 3  | 3  | 4  | 3  | 3  | 3  | 3  | 3  | 3  | 3  | 3  | 3  | 3  | 3  | 3  | 3  |
| Deportes Concepción | 4  | 3  | 5  | 6  | 7  | 7  | 8  | 8  | 7  | 6  | 5  | 4  | 4  | 4  | 5  | 4  | 5  | 4  | 4  | 4  |
| Deportes Copiapó    | 6  | 7  | 7  | 7  | 8  | 6  | 6  | 5  | 6  | 5  | 6  | 6  | 7  | 8  | 8  | 9  | 6  | 5  | 5  | 5  |
| Deportes Temuco     | 7  | 6  | 4  | 5  | 4  | 5  | 5  | 6  | 4  | 4  | 4  | 5  | 5  | 6  | 4  | 5  | 4  | 6  | 6  | 6  |
| Iberia              | 10 | 10 | 10 | 9  | 10 | 10 | 10 | 10 | 10 | 10 | 10 | 11 | 11 | 9  | 9  | 7  | 9  | 8  | 7  | 7  |
| Santiago Morning    | 9  | 9  | 9  | 10 | 9  | 9  | 9  | 9  | 8  | 8  | 8  | 8  | 8  | 7  | 7  | 8  | 7  | 7  | 8  | 8  |
| Curicó Unido        | 3  | 4  | 6  | 4  | 5  | 4  | 3  | 4  | 5  | 7  | 7  | 7  | 6  | 5  | 6  | 6  | 8  | 9  | 9  | 9  |
| Rangers             | 13 | 13 | 13 | 13 | 11 | 11 | 11 | 11 | 12 | 12 | 12 | 12 | 12 | 12 | 12 | 12 | 11 | 13 | 12 | 10 |
| Deportes La Serena  | 11 | 12 | 11 | 12 | 13 | 12 | 12 | 12 | 11 | 11 | 11 | 9  | 9  | 11 | 10 | 10 | 12 | 10 | 13 | 11 |
| Magallanes          | 8  | 8  | 8  | 8  | 6  | 8  | 7  | 7  | 9  | 9  | 9  | 10 | 10 | 10 | 11 | 11 | 13 | 11 | 10 | 12 |
| Coquimbo Unido      | 12 | 11 | 12 | 11 | 12 | 13 | 13 | 13 | 13 | 13 | 13 | 13 | 13 | 13 | 13 | 13 | 10 | 12 | 11 | 13 |
| Lota Schwager       | 14 | 14 | 14 | 14 | 14 | 14 | 14 | 14 | 14 | 14 | 14 | 14 | 14 | 14 | 14 | 14 | 14 | 14 | 14 | 14 |

## Resultados

### Primera Rueda

#### Fase Regional
| Fecha 1                        | Fecha 1             | Fecha 1   | Fecha 1          | Fecha 1 | Fecha 1                  | Fecha 1           | Fecha 1 | Fecha 1 | Fecha 1 | Fecha 1 | Fecha 1 |
|                                | Local               | Resultado | Visitante        |         | Estadio                  | Árbitro           | Fecha   | Hora    | Zona    | TV      |         |
| ------------------------------ | ------------------- | --------- | ---------------- | ------- | ------------------------ | ----------------- | ------- | ------- | ------- | ------- | ------- |
|                                | Deportes La Serena  | 0 - 1     | San Luis         |         | La Pampilla              | Marcelo González  | 2/08    | 16:00   | Norte   |         |         |
|                                | Deportes Concepción | 2 - 1     | Curicó Unido     |         | Municipal de Hualpén     | Christian Rojas   | 2/08    | 16:00   | Sur     |         |         |
|                                | Everton             | 2 - 0     | Coquimbo Unido   |         | Elías Figueroa Brander   | René De la Rosa   | 3/08    | 12:00   | Norte   |         |         |
|                                | Unión San Felipe    | 1 - 1     | Deportes Copiapó |         | Municipal de San Felipe  | Francisco Caamaño | 3/08    | 15:30   | Norte   |         |         |
|                                | Iberia              | 3 - 1     | Santiago Morning |         | Municipal de Los Ángeles | José Campusano    | 3/08    | 15:30   | Sur     |         |         |
|                                | Deportes Temuco     | 2 - 1     | Lota Schwager    |         | Germán Becker            | César Deischler   | 3/08    | 15:30   | Sur     |         |         |
| Libre: Magallanes - Zona Norte |                     |           |                  |         |                          |                   |         |         |         |         |         |
| Libre: Rangers - Zona Sur      |                     |           |                  |         |                          |                   |         |         |         |         |         |

| Fecha 2                                | Fecha 2          | Fecha 2   | Fecha 2             | Fecha 2 | Fecha 2                    | Fecha 2            | Fecha 2 | Fecha 2 | Fecha 2 | Fecha 2 | Fecha 2 |
|                                        | Local            | Resultado | Visitante           |         | Estadio                    | Árbitro            | Fecha   | Hora    | Zona    | TV      |         |
| -------------------------------------- | ---------------- | --------- | ------------------- | ------- | -------------------------- | ------------------ | ------- | ------- | ------- | ------- | ------- |
|                                        | San Luis         | 1 - 0     | Unión San Felipe    |         | Lucio Fariña Fernández     | José Cabero        | 9/08    | 19:00   | Norte   |         |         |
|                                        | Coquimbo Unido   | 1 - 2     | Magallanes          |         | Francisco Sánchez Rumoroso | Felipe González    | 9/08    | 20:00   | Norte   |         |         |
|                                        | Santiago Morning | 4 - 2     | Deportes Concepción |         | Municipal de La Pintana    | Nicolás Muñoz      | 10/08   | 12:00   | Sur     |         |         |
|                                        | Lota Schwager    | 1 - 1     | Rangers             |         | Federico Schwager          | Héctor Jona        | 10/08   | 15:30   | Sur     |         |         |
|                                        | Deportes Copiapó | 2 - 2     | Everton             |         | Luis Valenzuela Hermosilla | Cristian Pavez     | 10/08   | 16:00   | Norte   |         |         |
|                                        | Curicó Unido     | 1 - 0     | Deportes Temuco     |         | La Granja                  | Francisco Gilabert | 10/08   | 16:00   | Sur     |         |         |
| Libre: Deportes La Serena - Zona Norte |                  |           |                     |         |                            |                    |         |         |         |         |         |
| Libre: Iberia - Zona Sur               |                  |           |                     |         |                            |                    |         |         |         |         |         |

| Fecha 3                            | Fecha 3             | Fecha 3   | Fecha 3            | Fecha 3 | Fecha 3                      | Fecha 3           | Fecha 3 | Fecha 3 | Fecha 3 | Fecha 3 | Fecha 3 |
|                                    | Local               | Resultado | Visitante          |         | Estadio                      | Árbitro           | Fecha   | Hora    | Zona    | TV      |         |
| ---------------------------------- | ------------------- | --------- | ------------------ | ------- | ---------------------------- | ----------------- | ------- | ------- | ------- | ------- | ------- |
|                                    | Magallanes          | 1 - 0     | Deportes Copiapó   |         | Santiago Bueras              | Christian Rojas   | 16/08   | 15:30   | Norte   |         |         |
|                                    | Everton             | 0 - 3     | San Luis           |         | Elías Figueroa Brander       | Francisco Caamaño | 17/08   | 12:00   | Norte   |         |         |
|                                    | Rangers             | 1 - 1     | Curicó Unido       |         | Bicentenario Fiscal de Talca | René De la Rosa   | 17/08   | 12:00   | Sur     |         |         |
|                                    | Deportes Temuco     | 0 - 1     | Santiago Morning   |         | Bicentenario Germán Becker   | Marcelo González  | 17/08   | 15:30   | Sur     |         |         |
|                                    | Deportes Concepción | 0 - 2     | Iberia             |         | Federico Schwager            | Felipe González   | 17/08   | 15:30   | Sur     |         |         |
|                                    | Unión San Felipe    | 2 - 0     | Deportes La Serena |         | Municipal de San Felipe      | César Deischler   | 17/08   | 15:30   | Norte   |         |         |
| Libre: Coquimbo Unido - Zona Norte |                     |           |                    |         |                              |                   |         |         |         |         |         |
| Libre: Lota Schwager - Zona Sur    |                     |           |                    |         |                              |                   |         |         |         |         |         |

| Fecha 4                               | Fecha 4            | Fecha 4   | Fecha 4         | Fecha 4 | Fecha 4                    | Fecha 4            | Fecha 4 | Fecha 4 | Fecha 4 | Fecha 4 | Fecha 4 |
|                                       | Local              | Resultado | Visitante       |         | Estadio                    | Árbitro            | Fecha   | Hora    | Zona    | TV      |         |
| ------------------------------------- | ------------------ | --------- | --------------- | ------- | -------------------------- | ------------------ | ------- | ------- | ------- | ------- | ------- |
|                                       | Deportes La Serena | 4 - 0     | Everton         |         | Francisco Sánchez Rumoroso | José Cabero        | 23/08   | 16:00   | Norte   |         |         |
|                                       | San Luis           | 1 - 1     | Magallanes      |         | Lucio Fariña Fernández     | Cristian Pavez     | 23/08   | 19:00   | Norte   |         |         |
|                                       | Santiago Morning   | 2 - 0     | Rangers         |         | Municipal de La Pintana    | Francisco Gilabert | 24/08   | 12:00   | Sur     |         |         |
|                                       | Iberia             | 0 - 1     | Deportes Temuco |         | Municipal de Los Ángeles   | Héctor Jona        | 24/08   | 15:30   | Sur     |         |         |
|                                       | Curicó Unido       | 2 - 1     | Lota Schwager   |         | La Granja                  | Nicolás Muñoz      | 24/08   | 16:00   | Sur     |         |         |
|                                       | Deportes Copiapó   | 1 - 1     | Coquimbo Unido  |         | Luis Valenzuela Hermosilla | César Deischler    | 24/08   | 16:00   | Norte   |         |         |
| Libre: Unión San Felipe - Zona Norte  |                    |           |                 |         |                            |                    |         |         |         |         |         |
| Libre: Deportes Concepción - Zona Sur |                    |           |                 |         |                            |                    |         |         |         |         |         |

| Fecha 5                              | Fecha 5         | Fecha 5   | Fecha 5             | Fecha 5 | Fecha 5                      | Fecha 5           | Fecha 5 | Fecha 5 | Fecha 5 | Fecha 5 | Fecha 5 |
|                                      | Local           | Resultado | Visitante           |         | Estadio                      | Árbitro           | Fecha   | Hora    | Zona    | TV      |         |
| ------------------------------------ | --------------- | --------- | ------------------- | ------- | ---------------------------- | ----------------- | ------- | ------- | ------- | ------- | ------- |
|                                      | Magallanes      | 0 - 1     | Deportes La Serena  |         | Santiago Bueras              | Francisco Caamaño | 30/08   | 12:00   | Norte   |         |         |
|                                      | Rangers         | 2 - 0     | Iberia              |         | Bicentenario Fiscal de Talca | Marcelo González  | 30/08   | 15:00   | Sur     |         |         |
|                                      | Coquimbo Unido  | 0 - 1     | San Luis            |         | Francisco Sánchez Rumoroso   | Nicolás Muñoz     | 30/08   | 20:00   | Norte   |         |         |
|                                      | Everton         | 1 - 0     | Unión San Felipe    |         | Elías Figueroa Brander       | Christian Rojas   | 31/08   | 12:00   | Norte   |         |         |
|                                      | Lota Schwager   | 0 - 1     | Santiago Morning    |         | Federico Schwager            | René De la Rosa   | 31/08   | 15:30   | Sur     |         |         |
|                                      | Deportes Temuco | 3 - 0     | Deportes Concepción |         | Bicentenario Germán Becker   | Cristian Pavez    | 31/08   | 15:30   | Sur     |         |         |
| Libre: Deportes Copiapó - Zona Norte |                 |           |                     |         |                              |                   |         |         |         |         |         |
| Libre: Curicó Unido - Zona Sur       |                 |           |                     |         |                              |                   |         |         |         |         |         |

| Fecha 6                           | Fecha 6             | Fecha 6   | Fecha 6          | Fecha 6 | Fecha 6                    | Fecha 6         | Fecha 6 | Fecha 6 | Fecha 6 | Fecha 6 | Fecha 6 |
|                                   | Local               | Resultado | Visitante        |         | Estadio                    | Árbitro         | Fecha   | Hora    | Zona    | TV      |         |
| --------------------------------- | ------------------- | --------- | ---------------- | ------- | -------------------------- | --------------- | ------- | ------- | ------- | ------- | ------- |
|                                   | San Luis            | 1 - 1     | Deportes Copiapó |         | Lucio Fariña Fernández     | René De la Rosa | 06/09   | 19:00   | Norte   |         |         |
|                                   | Deportes La Serena  | 0 - 3     | Coquimbo Unido   |         | Francisco Sánchez Rumoroso | Christian Rojas | 07/09   | 12:00   | Norte   |         |         |
|                                   | Santiago Morning    | 1 - 1     | Curicó Unido     |         | Municipal de La Pintana    | Felipe González | 07/09   | 12:00   | Sur     |         |         |
|                                   | Unión San Felipe    | 2 - 0     | Magallanes       |         | Municipal de San Felipe    | Héctor Jona     | 07/09   | 15:30   | Norte   |         |         |
|                                   | Iberia              | 1 - 1     | Lota Schwager    |         | Municipal de Los Ángeles   | César Deischler | 07/09   | 15:30   | Sur     |         |         |
|                                   | Deportes Concepción | 2 - 1     | Rangers          |         | Federico Schwager          | José Campusano  | 15/10   | 16:00   | Sur     |         |         |
| Libre: Everton - Zona Norte       |                     |           |                  |         |                            |                 |         |         |         |         |         |
| Libre: Deportes Temuco - Zona Sur |                     |           |                  |         |                            |                 |         |         |         |         |         |

| Fecha 7                            | Fecha 7          | Fecha 7   | Fecha 7             | Fecha 7 | Fecha 7                    | Fecha 7            | Fecha 7 | Fecha 7 | Fecha 7 | Fecha 7 | Fecha 7 |
|                                    | Local            | Resultado | Visitante           |         | Estadio                    | Árbitro            | Fecha   | Hora    | Zona    | TV      |         |
| ---------------------------------- | ---------------- | --------- | ------------------- | ------- | -------------------------- | ------------------ | ------- | ------- | ------- | ------- | ------- |
|                                    | Rangers          | 1 - 0     | Deportes Temuco     |         | Fiscal de Talca            | Christian Rojas    | 13/09   | 15:00   | Sur     |         |         |
|                                    | Magallanes       | 2 - 2     | Everton             |         | Municipal de La Pintana    | Nicolás Muñoz      | 13/09   | 15:30   | Sur     |         |         |
|                                    | Coquimbo Unido   | 1 - 2     | Unión San Felipe    |         | Francisco Sánchez Rumoroso | Marcelo González   | 13/09   | 20:30   | Norte   |         |         |
|                                    | Lota Schwager    | 3 - 4     | Deportes Concepción |         | Federico Schwager          | José Cabero        | 14/09   | 15:30   | Norte   |         |         |
|                                    | Curicó Unido     | 1 - 1     | Iberia              |         | La Granja                  | Francisco Caamaño  | 14/09   | 16:00   | Sur     |         |         |
|                                    | Deportes Copiapó | 2 - 1     | Deportes La Serena  |         | Luis Valenzuela            | Francisco Gilabert | 14/09   | 16:00   | Norte   |         |         |
| Libre: San Luis - Zona Norte       |                  |           |                     |         |                            |                    |         |         |         |         |         |
| Libre: Santiago Morning - Zona Sur |                  |           |                     |         |                            |                    |         |         |         |         |         |

#### Fase Nacional
|  | Deportes La Serena  | 2 - 1 | Iberia           |  | Francisco Sánchez Rumoroso | Cristian Pavez     | 27/09 | 16:00 |  |
|  | Curicó Unido        | 1 - 1 | Deportes Copiapó |  | La Granja                  | Felipe González    | 27/09 | 21:00 |  |
|  | Santiago Morning    | 2 - 0 | Magallanes       |  | Municipal de La Pintana    | Marcelo González   | 28/09 | 12:00 |  |
|  | Deportes Temuco     | 3 - 1 | Coquimbo Unido   |  | Municipal de Victoria      | Francisco Gilabert | 28/09 | 15:30 |  |
|  | Unión San Felipe    | 4 - 1 | Lota Schwager    |  | Municipal de San Felipe    | César Deischler    | 28/09 | 15:30 |  |
|  | Deportes Concepción | 1 - 3 | San Luis         |  | Municipal de Hualpén       | José Campusano     | 28/09 | 15:30 |  |
|  | Everton             | 2 - 0 | Rangers          |  | Elías Figueroa Brander     | René De la Rosa    | 28/09 | 16:00 |  |

|  | Lota Schwager    | 0 - 1 | Deportes La Serena  |  | Federico Schwager            | Nicolás Muñoz      | 04/10 | 15:30 |  |
|  | Rangers          | 2 - 4 | Unión San Felipe    |  | Bicentenario Fiscal de Talca | Francisco Caamaño  | 04/10 | 18:00 |  |
|  | San Luis         | 2 - 2 | Curicó Unido        |  | Bicentenario Lucio Fariña    | Francisco Gilabert | 04/10 | 19:00 |  |
|  | Coquimbo Unido   | 1 - 1 | Deportes Concepción |  | Francisco Sánchez Rumoroso   | José Campusano     | 04/10 | 20:00 |  |
|  | Magallanes       | 5 - 1 | Deportes Temuco     |  | Santiago Bueras              | Felipe González    | 05/10 | 12:00 |  |
|  | Deportes Copiapó | 1 - 0 | Santiago Morning    |  | Luis Valenzuela Hermosilla   | Héctor Jona        | 05/10 | 15:30 |  |
|  | Iberia           | 0 - 2 | Everton             |  | Municipal de Los Ángeles     | José Cabero        | 05/10 | 18:00 |  |

|  | Unión San Felipe    | 0 - 1 | Iberia           |  | Municipal de San Felipe | Héctor Jona      | 11/10 | 15:30 |  |
|  | Deportes La Serena  | 0 - 0 | Santiago Morning |  | La Pampilla             | César Deischler  | 11/10 | 16:00 |  |
|  | Everton             | 3 - 2 | Lota Schwager    |  | Elías Figueroa Brander  | José Campusano   | 11/10 | 16:30 |  |
|  | San Luis            | 4 - 1 | Rangers          |  | Lucio Fariña Fernández  | Cristian Pavez   | 12/10 | 12:00 |  |
|  | Deportes Temuco     | 0 - 1 | Deportes Copiapó |  | Municipal de Victoria   | René De la Rosa  | 12/10 | 12:00 |  |
|  | Deportes Concepción | 2 - 0 | Magallanes       |  | Municipal de Hualpén    | Christian Rojas  | 12/10 | 15:30 |  |
|  | Curicó Unido        | 5 - 1 | Coquimbo Unido   |  | La Granja               | Marcelo González | 13/10 | 20:00 |  |

|  | Magallanes       | 3 - 2 | Unión San Felipe    |  | Santiago Bueras              | Cristian Pavez     | 18/10 | 15:30 |  |
|  | Iberia           | 4 - 2 | Deportes Concepción |  | Municipal de Los Ángeles     | Nicolás Muñoz      | 18/10 | 18:00 |  |
|  | Coquimbo Unido   | 2 - 1 | Everton             |  | Francisco Sánchez Rumoroso   | René De la Rosa    | 18/10 | 20:00 |  |
|  | Santiago Morning | 1 - 2 | Deportes Temuco     |  | Municipal de La Pintana      | José Cabero        | 19/10 | 15:30 |  |
|  | Lota Schwager    | 1 - 0 | Curicó Unido        |  | Federico Schwager            | Christian Rojas    | 19/10 | 15:30 |  |
|  | Deportes Copiapó | 2 - 3 | San Luis            |  | Luis Valenzuela Hermosilla   | Marcelo González   | 19/10 | 15:30 |  |
|  | Rangers          | 2 - 2 | Deportes La Serena  |  | Bicentenario Fiscal de Talca | Francisco Gilabert | 19/10 | 18:00 |  |

|  | Deportes Temuco    | 0 - 0 | Iberia              |  | Municipal de Victoria      | José Campusano     | 25/10 | 15:30 |  |
|  | Deportes La Serena | 1 - 1 | Magallanes          |  | Francisco Sánchez Rumoroso | Felipe González    | 25/10 | 17:00 |  |
|  | San Luis           | 1 - 1 | Coquimbo Unido      |  | Lucio Fariña Fernández     | Nicolás Muñoz      | 25/10 | 20:00 |  |
|  | Curicó Unido       | 3 - 2 | Rangers             |  | La Granja                  | Marcelo González   | 26/10 | 12:00 |  |
|  | Santiago Morning   | 2 - 0 | Lota Schwager       |  | Municipal de La Pintana    | Francisco Caamaño  | 26/10 | 15:30 |  |
|  | Deportes Copiapó   | 1 - 1 | Deportes Concepción |  | Luis Valenzuela Hermosilla | Francisco Gilabert | 26/10 | 16:00 |  |
|  | Unión San Felipe   | 1 - 0 | Everton             |  | Municipal de San Felipe    | José Cabero        | 26/10 | 17:00 |  |

|  | Rangers             | 0 - 0 | Santiago Morning   |  | Bicentenario Fiscal de Talca | Cristian Pavez  | 01/11 | 19:00 |  |
|  | Magallanes          | 0 - 1 | San Luis           |  | Santiago Bueras              | René De la Rosa | 02/11 | 12:00 |  |
|  | Everton             | 2 - 0 | Deportes Copiapó   |  | Elías Figueroa Brander       | Carlos Ulloa    | 02/11 | 12:00 |  |
|  | Iberia              | 0 - 0 | Curicó Unido       |  | Municipal de Los Ángeles     | Nicolás Muñoz   | 02/11 | 15:30 |  |
|  | Deportes Concepción | 1 - 1 | Lota Schwager      |  | Bicentenario Nelson Oyarzún  | Felipe González | 02/11 | 16:00 |  |
|  | Coquimbo Unido      | 0 - 0 | Deportes La Serena |  | Francisco Sánchez Rumoroso   | Christian Rojas | 02/11 | 16:30 |  |
|  | Unión San Felipe    | 2 - 0 | Deportes Temuco    |  | Municipal de San Felipe      | César Deischler | 02/11 | 17:00 |  |

|  | Curicó Unido       | 2 - 0 | Deportes Concepción |  | La Granja                  | Christian Rojas    | 07/11 | 20:30 |  |
|  | Lota Schwager      | 2 - 1 | Iberia              |  | Federico Schwager          | Manuel Acosta      | 08/11 | 16:00 |  |
|  | Deportes La Serena | 0 - 2 | Unión San Felipe    |  | Francisco Sánchez Rumoroso | José Campusano     | 08/11 | 17:00 |  |
|  | San Luis           | 3 - 1 | Everton             |  | Lucio Fariña Fernández     | Marcelo González   | 08/11 | 19:00 |  |
|  | Santiago Morning   | 2 - 1 | Coquimbo Unido      |  | Municipal de La Pintana    | Francisco Gilabert | 09/11 | 12:00 |  |
|  | Deportes Copiapó   | 0 - 0 | Magallanes          |  | Luis Valenzuela Hermosilla | Francisco Caamaño  | 09/11 | 15:00 |  |
|  | Deportes Temuco    | 3 - 2 | Rangers             |  | Municipal de Victoria      | José Cabero        | 09/11 | 16:30 |  |

|  | Magallanes          | 3 - 1 | Lota Schwager      |  | Santiago Bueras            | Cristian Pavez    | 15/11 | 16:30 |  |
|  | Deportes Temuco     | 1 - 3 | Curicó Unido       |  | Alberto Larraguibel        | Felipe González   | 15/11 | 18:00 |  |
|  | Coquimbo Unido      | 0 - 0 | Deportes Copiapó   |  | Francisco Sánchez Rumoroso | Nicolás Muñoz     | 15/11 | 18:00 |  |
|  | Everton             | 2 - 0 | Deportes La Serena |  | Elías Figueroa Brander     | Claudio Puga      | 15/11 | 18:00 |  |
|  | Unión San Felipe    | 2 - 0 | San Luis           |  | Municipal de San Felipe    | César Deischler   | 15/11 | 20:00 |  |
|  | Iberia              | 2 - 0 | Rangers            |  | Municipal de Los Ángeles   | René De la Rosa   | 16/11 | 16:30 |  |
|  | Deportes Concepción | 1 - 0 | Santiago Morning   |  | Municipal de Hualpén       | Francisco Caamaño | 16/11 | 16:30 |  |

|  | Magallanes       | 2 - 1 | Coquimbo Unido      |  | Santiago Bueras              | César Deischler    | 22/11 | 16:30 |  |
|  | Lota Schwager    | 1 - 3 | Deportes Temuco     |  | Federico Schwager            | Francisco Gilabert | 22/11 | 16:30 |  |
|  | Curicó Unido     | 2 - 0 | Everton             |  | La Granja                    | Piero Maza         | 22/11 | 21:00 |  |
|  | Deportes Copiapó | 0 - 6 | Unión San Felipe    |  | Luis Valenzuela Hermosilla   | Marcelo González   | 23/11 | 16:00 |  |
|  | Santiago Morning | 2 - 1 | Iberia              |  | Municipal de La Pintana      | Christian Rojas    | 23/11 | 16:30 |  |
|  | San Luis         | 1 - 1 | Deportes La Serena  |  | Lucio Fariña Fernández       | Nicolás Muñoz      | 23/11 | 17:00 |  |
|  | Rangers          | 1 - 2 | Deportes Concepción |  | Bicentenario Fiscal de Talca | José Campusano     | 23/11 | 18:00 |  |

|  | Unión San Felipe    | 3 - 2 | Coquimbo Unido   |  | Municipal de San Felipe      | Carlos Rumiano    | 29/11 | 16:30 |  |
|  | Deportes La Serena  | 0 - 0 | Deportes Copiapó |  | Francisco Sánchez Rumoroso   | Francisco Caamaño | 29/11 | 17:00 |  |
|  | Iberia              | 1 - 1 | San Luis         |  | Municipal de Los Ángeles     | Felipe González   | 29/11 | 18:00 |  |
|  | Curicó Unido        | 1 - 0 | Santiago Morning |  | La Granja                    | Claudio Aranda    | 29/11 | 20:00 |  |
|  | Deportes Concepción | 1 - 2 | Deportes Temuco  |  | Federico Schwager            | José Cabero       | 30/11 | 16:30 |  |
|  | Everton             | 3 - 1 | Magallanes       |  | Elías Figueroa Brander       | José Campusano    | 30/11 | 17:00 |  |
|  | Rangers             | 1 - 0 | Lota Schwager    |  | Bicentenario Fiscal de Talca | Christian Rojas   | 30/11 | 18:00 |  |

|  | Magallanes          | 1 - 1 | Curicó Unido       |  | Santiago Bueras            | César Deischler   | 06/12 | 16:30 |  |
|  | Lota Schwager       | 1 - 4 | San Luis           |  | Federico Schwager          | Angelo Hermosilla | 06/12 | 16:30 |  |
|  | Coquimbo Unido      | 1 - 1 | Rangers            |  | Francisco Sánchez Rumoroso | Héctor Jona       | 06/12 | 20:30 |  |
|  | Deportes Concepción | 4 - 3 | Everton            |  | Municipal de Hualpén       | Christian Rojas   | 07/12 | 16:00 |  |
|  | Deportes Temuco     | 3 - 3 | Deportes La Serena |  | Municipal de Villarrica    | Cristian Pavez    | 07/12 | 17:00 |  |
|  | Deportes Copiapó    | 5 - 1 | Iberia             |  | Luis Valenzuela Hermosilla | Marcelo González  | 07/12 | 17:00 |  |
|  | Santiago Morning    | 1 - 3 | Unión San Felipe   |  | Municipal de La Pintana    | Nicolás Muñoz     | 08/12 | 20:00 |  |

|  | Lota Schwager      | 1 - 1 | Coquimbo Unido      |  | Federico Schwager            | Piero Maza         | 13/12 | 16:30 |  |
|  | Deportes La Serena | 0 - 0 | Deportes Concepción |  | Francisco Sánchez Rumoroso   | César Deischler    | 13/12 | 17:00 |  |
|  | Everton            | 3 - 0 | Santiago Morning    |  | Elías Figueroa Brander       | Francisco Gilabert | 13/12 | 18:00 |  |
|  | Rangers            | 0 - 1 | Deportes Copiapó    |  | Bicentenario Fiscal de Talca | Rafael Troncoso    | 13/12 | 20:00 |  |
|  | Unión San Felipe   | 3 - 2 | Curicó Unido        |  | Municipal de San Felipe      | Christian Rojas    | 13/12 | 20:00 |  |
|  | Iberia             | 0 - 1 | Magallanes          |  | Municipal de Los Ángeles     | Nicolás Muñoz      | 14/12 | 18:00 |  |
|  | San Luis           | 4 - 0 | Deportes Temuco     |  | Lucio Fariña Fernández       | Francisco Caamaño  | 15/12 | 20:00 |  |

|  | Curicó Unido        | 1 - 0 | Deportes La Serena |  | La Granja                  | Nicolás Muñoz   | 19/12 | 20:00 |  |
|  | Coquimbo Unido      | 2 - 1 | Iberia             |  | Francisco Sánchez Rumoroso | César Deischler | 19/12 | 21:00 |  |
|  | Magallanes          | 1 - 1 | Rangers            |  | Santiago Bueras            | José Cabero     | 20/12 | 16:30 |  |
|  | Deportes Temuco     | 1 - 1 | Everton            |  | Municipal de Villarrica    | Héctor Jona     | 21/12 | 16:00 |  |
|  | Deportes Copiapó    | 2 - 0 | Lota Schwager      |  | Luis Valenzuela Hermosilla | Felipe González | 21/12 | 16:00 |  |
|  | Santiago Morning    | 1 - 2 | San Luis           |  | Municipal de La Pintana    | Christian Rojas | 21/12 | 18:00 |  |
|  | Deportes Concepción | 2 - 0 | Unión San Felipe   |  | Municipal de Hualpén       | José Campusano  | 21/12 | 18:00 |  |

### Segunda Rueda

#### Fase Regional
| Fecha 21                       | Fecha 21         | Fecha 21  | Fecha 21            | Fecha 21 | Fecha 21                   | Fecha 21           | Fecha 21 | Fecha 21 | Fecha 21 | Fecha 21 | Fecha 21 |
|                                | Local            | Resultado | Visitante           |          | Estadio                    | Árbitro            | Fecha    | Hora     | Zona     | TV       |          |
| ------------------------------ | ---------------- | --------- | ------------------- | -------- | -------------------------- | ------------------ | -------- | -------- | -------- | -------- | -------- |
|                                | Lota Schwager    | 1 - 1     | Deportes Temuco     |          | Federico Schwager          | Héctor Jona        | 3/01     | 17:00    | Sur      |          |          |
|                                | Coquimbo Unido   | 3 - 1     | Everton             |          | Francisco Sánchez Rumoroso | Francisco Gilabert | 3/01     | 19:00    | Norte    |          |          |
|                                | Curicó Unido     | 0 - 1     | Deportes Concepción |          | La Granja                  | Marcelo González   | 3/01     | 20:00    | Sur      |          |          |
|                                | San Luis         | 2 - 1     | Deportes La Serena  |          | Lucio Fariña Fernández     | César Deischler    | 3/01     | 21:00    | Norte    |          |          |
|                                | Deportes Copiapó | 2 - 1     | Unión San Felipe    |          | Luis Valenzuela Hermosilla | René De la Rosa    | 4/01     | 16:00    | Norte    |          |          |
|                                | Santiago Morning | 1 - 3     | Iberia              |          | Municipal de La Pintana    | Cristian Pavez     | 4/01     | 18:00    | Sur      |          |          |
| Libre: Magallanes - Zona Norte |                  |           |                     |          |                            |                    |          |          |          |          |          |
| Libre: Rangers - Zona Sur      |                  |           |                     |          |                            |                    |          |          |          |          |          |

| Fecha 22                               | Fecha 22            | Fecha 22  | Fecha 22         | Fecha 22 | Fecha 22                | Fecha 22        | Fecha 22 | Fecha 22 | Fecha 22 | Fecha 22 | Fecha 22 |
|                                        | Local               | Resultado | Visitante        |          | Estadio                 | Árbitro         | Fecha    | Hora     | Zona     | TV       |          |
| -------------------------------------- | ------------------- | --------- | ---------------- | -------- | ----------------------- | --------------- | -------- | -------- | -------- | -------- | -------- |
|                                        | Magallanes          | 1 - 2     | Coquimbo Unido   |          | Santiago Bueras         | José Campusano  | 10/01    | 17:00    | Norte    |          |          |
|                                        | Deportes Temuco     | 2 - 1     | Curicó Unido     |          | Municipal de Villarrica | Nicolás Muñoz   | 10/01    | 17:30    | Sur      |          |          |
|                                        | Everton             | 2 - 1     | Deportes Copiapó |          | Elías Figueroa Brander  | Felipe González | 10/01    | 19:00    | Norte    |          |          |
|                                        | Unión San Felipe    | 0 - 1     | San Luis         |          | Municipal de San Felipe | Christian Rojas | 10/01    | 20:00    | Norte    |          |          |
|                                        | Deportes Concepción | 2 - 1     | Santiago Morning |          | Municipal de Hualpén    | René De la Rosa | 11/01    | 18:00    | Sur      |          |          |
|                                        | Rangers             | 0 - 3     | Lota Schwager    |          | Fiscal de Talca         | José Cabero     | 12/01    | 20:00    | Sur      |          |          |
| Libre: Deportes La Serena - Zona Norte |                     |           |                  |          |                         |                 |          |          |          |          |          |
| Libre: Iberia - Zona Sur               |                     |           |                  |          |                         |                 |          |          |          |          |          |

| Fecha 23                           | Fecha 23           | Fecha 23  | Fecha 23            | Fecha 23 | Fecha 23                                | Fecha 23           | Fecha 23 | Fecha 23 | Fecha 23 | Fecha 23 | Fecha 23 |
|                                    | Local              | Resultado | Visitante           |          | Estadio                                 | Árbitro            | Fecha    | Hora     | Zona     | TV       |          |
| ---------------------------------- | ------------------ | --------- | ------------------- | -------- | --------------------------------------- | ------------------ | -------- | -------- | -------- | -------- | -------- |
|                                    | Iberia             | 3 - 1     | Deportes Concepción |          | Municipal de Los Ángeles                | Héctor Jona        | 17/01    | 19:00    | Sur      |          |          |
|                                    | Deportes Copiapó   | 0 - 0     | Magallanes          |          | Bicentenario Luis Valenzuela Hermosilla | Marcelo González   | 18/01    | 16:00    | Norte    |          |          |
|                                    | Curicó Unido       | 0 - 1     | Rangers             |          | Bicentenario La Granja                  | José Campusano     | 18/01    | 18:00    | Sur      |          |          |
|                                    | Deportes La Serena | 5 - 4     | Unión San Felipe    |          | Municipal de Punitaqui                  | Felipe González    | 18/01    | 18:00    | Norte    |          |          |
|                                    | Santiago Morning   | 1 - 3     | Deportes Temuco     |          | Municipal de La Pintana                 | Cristian Pavez     | 18/01    | 18:00    | Sur      |          |          |
|                                    | San Luis           | 1 - 2     | Everton             |          | Bicentenario Lucio Fariña               | Francisco Gilabert | 18/01    | 21:00    | Norte    |          |          |
| Libre: Coquimbo Unido - Zona Norte |                    |           |                     |          |                                         |                    |          |          |          |          |          |
| Libre: Lota Schwager - Zona Sur    |                    |           |                     |          |                                         |                    |          |          |          |          |          |

| Fecha 24                              | Fecha 24        | Fecha 24  | Fecha 24           | Fecha 24 | Fecha 24                     | Fecha 24           | Fecha 24 | Fecha 24 | Fecha 24 | Fecha 24 | Fecha 24 |
|                                       | Local           | Resultado | Visitante          |          | Estadio                      | Árbitro            | Fecha    | Hora     | Zona     | TV       |          |
| ------------------------------------- | --------------- | --------- | ------------------ | -------- | ---------------------------- | ------------------ | -------- | -------- | -------- | -------- | -------- |
|                                       | Magallanes      | 2 - 0     | San Luis           |          | Municipal de La Pintana      | René De la Rosa    | 24/01    | 17:00    | Norte    |          |          |
|                                       | Deportes Temuco | 1 - 2     | Iberia             |          | Municipal de Villarrica      | Felipe González    | 24/01    | 17:30    | Sur      |          |          |
|                                       | Coquimbo Unido  | 2 - 2     | Deportes Copiapó   |          | Francisco Sánchez Rumoroso   | José Cabero        | 24/01    | 18:30    | Norte    |          |          |
|                                       | Rangers         | 2 - 0     | Santiago Morning   |          | Bicentenario Fiscal de Talca | César Deischler    | 24/01    | 20:00    | Sur      |          |          |
|                                       | Lota Schwager   | 0 - 4     | Curicó Unido       |          | Federico Schwager            | Francisco Gilabert | 25/01    | 17:00    | Sur      |          |          |
|                                       | Everton         | 1 - 0     | Deportes La Serena |          | Elías Figueroa Brander       | Nicolás Muñoz      | 25/01    | 18:00    | Norte    |          |          |
| Libre: Unión San Felipe - Zona Norte  |                 |           |                    |          |                              |                    |          |          |          |          |          |
| Libre: Deportes Concepción - Zona Sur |                 |           |                    |          |                              |                    |          |          |          |          |          |

| Fecha 25                             | Fecha 25            | Fecha 25  | Fecha 25        | Fecha 25 | Fecha 25                  | Fecha 25        | Fecha 25 | Fecha 25 | Fecha 25 | Fecha 25 | Fecha 25 |
|                                      | Local               | Resultado | Visitante       |          | Estadio                   | Árbitro         | Fecha    | Hora     | Zona     | TV       |          |
| ------------------------------------ | ------------------- | --------- | --------------- | -------- | ------------------------- | --------------- | -------- | -------- | -------- | -------- | -------- |
|                                      | Iberia              | 0 - 2     | Rangers         |          | Municipal de Los Ángeles  | René De la Rosa | 31/01    | 19:00    | Sur      |          |          |
|                                      | Santiago Morning    | 1 - 0     | Lota Schwager   |          | Municipal de La Pintana   | José Campusano  | 01/02    | 18:00    | Sur      |          |          |
|                                      | Deportes Concepción | 0 - 2     | Deportes Temuco |          | Municipal de Hualpén      | Héctor Jona     | 01/02    | 18:00    | Sur      |          |          |
|                                      | Deportes La Serena  | 2 - 3     | Magallanes      |          | Municipal de Punitaqui    | Carlos Rumiano  | 01/02    | 18:00    | Norte    |          |          |
|                                      | San Luis            | 1 - 0     | Coquimbo Unido  |          | Bicentenario Lucio Fariña | Cristian Pavez  | 01/02    | 19:00    | Norte    |          |          |
|                                      | Unión San Felipe    | 2 - 0     | Everton         |          | Municipal de San Felipe   | César Deischler | 02/02    | 20:00    | Norte    |          |          |
| Libre: Deportes Copiapó - Zona Norte |                     |           |                 |          |                           |                 |          |          |          |          |          |
| Libre: Curicó Unido - Zona Sur       |                     |           |                 |          |                           |                 |          |          |          |          |          |

| Fecha 26                          | Fecha 26         | Fecha 26  | Fecha 26            | Fecha 26 | Fecha 26                                | Fecha 26           | Fecha 26 | Fecha 26 | Fecha 26 | Fecha 26 | Fecha 26 |
|                                   | Local            | Resultado | Visitante           |          | Estadio                                 | Árbitro            | Fecha    | Hora     | Zona     | TV       |          |
| --------------------------------- | ---------------- | --------- | ------------------- | -------- | --------------------------------------- | ------------------ | -------- | -------- | -------- | -------- | -------- |
|                                   | Curicó Unido     | 1 - 1     | Santiago Morning    |          | Bicentenario La Granja                  | Nicolás Muñoz      | 06/02    | 20:00    | Sur      |          |          |
|                                   | Magallanes       | 1 - 2     | Unión San Felipe    |          | Santiago Bueras                         | José Campusano     | 07/02    | 17:00    | Norte    |          |          |
|                                   | Rangers          | 1 - 0     | Deportes Concepción |          | Bicentenario Fiscal de Talca            | Felipe González    | 07/02    | 20:00    | Sur      |          |          |
|                                   | Deportes Copiapó | 3 - 1     | San Luis            |          | Bicentenario Luis Valenzuela Hermosilla | Francisco Gilabert | 08/02    | 15:30    | Norte    |          |          |
|                                   | Lota Schwager    | 1 - 1     | Iberia              |          | Federico Schwager                       | José Cabero        | 08/02    | 17:00    | Sur      |          |          |
|                                   | Coquimbo Unido   | 1 - 2     | Deportes La Serena  |          | Francisco Sánchez Rumoroso              | César Deischler    | 08/02    | 17:30    | Norte    |          |          |
| Libre: Everton - Zona Norte       |                  |           |                     |          |                                         |                    |          |          |          |          |          |
| Libre: Deportes Temuco - Zona Sur |                  |           |                     |          |                                         |                    |          |          |          |          |          |

| Fecha 27                           | Fecha 27            | Fecha 27  | Fecha 27         | Fecha 27 | Fecha 27                   | Fecha 27        | Fecha 27 | Fecha 27 | Fecha 27 | Fecha 27 | Fecha 27 |
|                                    | Local               | Resultado | Visitante        |          | Estadio                    | Árbitro         | Fecha    | Hora     | Zona     | TV       |          |
| ---------------------------------- | ------------------- | --------- | ---------------- | -------- | -------------------------- | --------------- | -------- | -------- | -------- | -------- | -------- |
|                                    | Deportes Concepción | 1 - 1     | Lota Schwager    |          | Municipal de Hualpén       | César Deischler | 14/02    | 17:00    | Sur      |          |          |
|                                    | Deportes La Serena  | 1 - 1     | Deportes Copiapó |          | Francisco Sánchez Rumoroso | Felipe González | 14/02    | 17:30    | Norte    |          |          |
|                                    | Deportes Temuco     | 1 - 1     | Rangers          |          | Municipal de Villarrica    | Christian Rojas | 15/02    | 17:30    | Sur      |          |          |
|                                    | Everton             | 1 - 1     | Magallanes       |          | Elías Figueroa Brander     | Héctor Jona     | 16/02    | 19:00    | Norte    |          |          |
|                                    | Unión San Felipe    | 3 - 0     | Coquimbo Unido   |          | Municipal de San Felipe    | René De la Rosa | 16/02    | 20:00    | Norte    |          |          |
|                                    | Iberia              | 1 - 4     | Curicó Unido     |          | Municipal de Los Ángeles   | Cristian Pavez  | 17/02    | 18:00    | Sur      |          |          |
| Libre: San Luis - Zona Norte       |                     |           |                  |          |                            |                 |          |          |          |          |          |
| Libre: Santiago Morning - Zona Sur |                     |           |                  |          |                            |                 |          |          |          |          |          |

#### Fase Nacional
|  | Lota Schwager    | 2 - 2 | Unión San Felipe    |  | Federico Schwager            | Nicolás Muñoz      | 21/02 | 16:00 |  |
|  | Magallanes       | 0 - 1 | Santiago Morning    |  | Municipal de La Pintana      | Christian Rojas    | 21/02 | 17:00 |  |
|  | Coquimbo Unido   | 2 - 2 | Deportes Temuco     |  | Francisco Sánchez Rumoroso   | Marcelo González   | 21/02 | 18:30 |  |
|  | San Luis         | 3 - 0 | Deportes Concepción |  | Lucio Fariña Fernández       | Angelo Hermosilla  | 21/02 | 20:00 |  |
|  | Rangers          | 0 - 1 | Everton             |  | Bicentenario Fiscal de Talca | José Cabero        | 21/02 | 20:00 |  |
|  | Deportes Copiapó | 2 - 1 | Curicó Unido        |  | Luis Valenzuela Hermosilla   | César Deischler    | 22/02 | 20:00 |  |
|  | Iberia           | 1 - 0 | Deportes La Serena  |  | Municipal de Los Ángeles     | Francisco Gilabert | 23/02 | 20:00 |  |

|  | Deportes La Serena  | 2 - 1 | Lota Schwager    |  | La Pampilla             | René De la Rosa | 28/02 | 16:30 |  |
|  | Deportes Temuco     | 2 - 0 | Magallanes       |  | Municipal de Villarrica | Felipe González | 28/02 | 17:30 |  |
|  | Curicó Unido        | 0 - 1 | San Luis         |  | La Granja               | Héctor Jona     | 28/02 | 20:00 |  |
|  | Unión San Felipe    | 1 - 1 | Rangers          |  | Municipal de San Felipe | Christian Rojas | 28/02 | 20:00 |  |
|  | Deportes Concepción | 2 - 0 | Coquimbo Unido   |  | Municipal de Hualpén    | Cristian Pavez  | 01/03 | 17:00 |  |
|  | Everton             | 2 - 2 | Iberia           |  | Lucio Fariña Fernández  | Cristian Andaur | 01/03 | 19:00 |  |
|  | Santiago Morning    | 4 - 0 | Deportes Copiapó |  | Municipal de La Pintana | José Cabero     | 02/03 | 17:30 |  |

|  | Magallanes       | 0 - 1 | Deportes Concepción |  | Santiago Bueras            | René De la Rosa    | 07/03 | 17:00 |  |
|  | Coquimbo Unido   | 3 - 0 | Curicó Unido        |  | La Pampilla                | Nicolás Muñoz      | 07/03 | 17:30 |  |
|  | Iberia           | 1 - 4 | Unión San Felipe    |  | Municipal de Los Ángeles   | Felipe González    | 07/03 | 19:00 |  |
|  | Deportes Copiapó | 2 - 1 | Deportes Temuco     |  | Luis Valenzuela Hermosilla | Francisco Gilabert | 07/03 | 20:00 |  |
|  | Lota Schwager    | 0 - 1 | Everton             |  | Federico Schwager          | Héctor Jona        | 08/03 | 17:00 |  |
|  | Santiago Morning | 3 - 0 | Deportes La Serena  |  | Santiago Bueras            | Piero Maza         | 08/03 | 17:30 |  |
|  | Rangers          | 2 - 2 | San Luis            |  | Fiscal de Talca            | César Deischler    | 09/03 | 20:00 |  |

|  | Everton             | 2 - 1 | Coquimbo Unido   |  | Lucio Fariña Fernández  | René De la Rosa  | 13/03 | 20:00 |  |
|  | Deportes La Serena  | 1 - 0 | Rangers          |  | La Pampilla             | José Cabero      | 14/03 | 16:30 |  |
|  | Curicó Unido        | 0 - 1 | Lota Schwager    |  | La Granja               | Christian Rojas  | 14/03 | 20:00 |  |
|  | Deportes Temuco     | 1 - 0 | Santiago Morning |  | Municipal de Villarrica | Cristian Pavez   | 15/03 | 16:00 |  |
|  | Deportes Concepción | 1 - 0 | Iberia           |  | Municipal de Hualpén    | Marcelo González | 15/03 | 17:00 |  |
|  | Unión San Felipe    | 0 - 0 | Magallanes       |  | Municipal de San Felipe | Patricio Blanca  | 16/03 | 20:00 |  |
|  | San Luis            | 1 - 0 | Deportes Copiapó |  | Lucio Fariña Fernández  | José Campusano   | 16/03 | 20:00 |  |

|  | Magallanes          | 0 - 3 | Deportes La Serena |  | Santiago Bueras          | Felipe González    | 21/03 | 15:30 |  |
|  | Coquimbo Unido      | 4 - 1 | San Luis           |  | La Pampilla              | Francisco Gilabert | 21/03 | 17:30 |  |
|  | Everton             | 1 - 2 | Unión San Felipe   |  | Lucio Fariña Fernández   | Claudio Aranda     | 21/03 | 19:00 |  |
|  | Lota Schwager       | 2 - 1 | Santiago Morning   |  | Federico Schwager        | Nicolás Muñoz      | 22/03 | 15:30 |  |
|  | Deportes Concepción | 1 - 0 | Deportes Copiapó   |  | Municipal de Hualpén     | Héctor Jona        | 22/03 | 15:30 |  |
|  | Rangers             | 0 - 0 | Curicó Unido       |  | Fiscal de Talca          | José Campusano     | 22/03 | 17:30 |  |
|  | Iberia              | 2 - 0 | Deportes Temuco    |  | Municipal de Los Ángeles | César Deischler    | 08/04 | 20:00 |  |

|  | Deportes Temuco    | 0 - 3 | Unión San Felipe    |  | Municipal de Villarrica | Marcelo González | 28/03 | 15:30 |  |
|  | Lota Schwager      | 2 - 0 | Deportes Concepción |  | Federico Schwager       | Carlos Rumiano   | 29/03 | 15:30 |  |
|  | Curicó Unido       | 2 - 1 | Iberia              |  | La Granja               | José Cabero      | 29/03 | 16:00 |  |
|  | San Luis           | 2 - 0 | Magallanes          |  | Lucio Fariña Fernández  | René De la Rosa  | 29/03 | 16:00 |  |
|  | Santiago Morning   | 1 - 1 | Rangers             |  | Santiago Bueras         | César Deischler  | 29/03 | 16:30 |  |
|  | Deportes La Serena | 1 - 1 | Coquimbo Unido      |  | Municipal de La Pintana | Christian Rojas  | 29/04 | 15:30 |  |
|  | Deportes Copiapó   | 2 - 0 | Everton             |  | Municipal de Caldera    | Cristian Pavez   | 07/05 | 16:00 |  |

|  | Coquimbo Unido      | 1 - 1 | Santiago Morning   |  | La Pampilla              | René De la Rosa    | 04/04 | 17:00 |  |
|  | Iberia              | 1 - 0 | Lota Schwager      |  | Municipal de Los Ángeles | José Campusano     | 04/04 | 20:00 |  |
|  | Unión San Felipe    | 4 - 1 | Deportes La Serena |  | Municipal de San Felipe  | Claudio Puga       | 04/04 | 20:00 |  |
|  | Deportes Concepción | 1 - 1 | Curicó Unido       |  | Municipal de Hualpén     | Felipe González    | 05/04 | 17:00 |  |
|  | Everton             | 1 - 1 | San Luis           |  | Elías Figueroa Brander   | Christian Rojas    | 05/04 | 17:00 |  |
|  | Rangers             | 3 - 1 | Deportes Temuco    |  | Fiscal de Talca          | Cristian Pavez     | 05/04 | 18:30 |  |
|  | Magallanes          | 1 - 1 | Deportes Copiapó   |  | Santiago Bueras          | Francisco Gilabert | 29/04 | 15:30 |  |

|  | Deportes La Serena | 0 - 1 | Everton             |  | La Pampilla             | Héctor Jona        | 11/04 | 16:00 |  |
|  | San Luis           | 1 - 0 | Unión San Felipe    |  | Lucio Fariña Fernández  | Roberto Tobar      | 12/04 | 12:00 |  |
|  | Lota Schwager      | 3 - 0 | Magallanes          |  | Federico Schwager       | Felipe González    | 12/04 | 15:30 |  |
|  | Santiago Morning   | 3 - 0 | Deportes Concepción |  | Santiago Bueras         | José Campusano     | 12/04 | 15:30 |  |
|  | Curicó Unido       | 0 - 2 | Deportes Temuco     |  | La Granja               | Francisco Gilabert | 12/04 | 16:00 |  |
|  | Rangers            | 0 - 2 | Iberia              |  | Fiscal de Talca         | Nicolás Muñoz      | 12/04 | 18:00 |  |
|  | Deportes Copiapó   | 3 - 2 | Coquimbo Unido      |  | Municipal de La Pintana | Marcelo González   | 13/04 | 20:00 |  |

|  | Everton             | 0 - 0 | Curicó Unido     |  | Elías Figueroa Brander   | René De la Rosa | 18/04 | 12:00 |  |
|  | Deportes Temuco     | 1 - 1 | Lota Schwager    |  | Municipal de Villarrica  | Cristian Pavez  | 18/04 | 15:30 |  |
|  | Coquimbo Unido      | 3 - 1 | Magallanes       |  | La Pampilla              | Nicolás Muñoz   | 18/04 | 16:30 |  |
|  | Unión San Felipe    | 3 - 1 | Deportes Copiapó |  | Municipal de San Felipe  | Felipe González | 18/04 | 20:00 |  |
|  | Iberia              | 1 - 0 | Santiago Morning |  | Municipal de Los Ángeles | Christian Rojas | 19/04 | 15:30 |  |
|  | Deportes Concepción | 2 - 0 | Rangers          |  | Municipal de Hualpén     | José Cabero     | 19/04 | 16:00 |  |
|  | Deportes La Serena  | 1 - 2 | San Luis         |  | La Pampilla              | César Deischler | 19/04 | 16:30 |  |

|  | Magallanes       | 0 - 1 | Everton             |  | Santiago Bueras         | José Campusano     | 25/04 | 12:30 |  |
|  | Deportes Temuco  | 3 - 2 | Deportes Concepción |  | Municipal de Villarrica | Christian Rojas    | 25/04 | 15:30 |  |
|  | Deportes Copiapó | 1 - 0 | Deportes La Serena  |  | Municipal de Caldera    | Francisco Gilabert | 25/04 | 16:30 |  |
|  | San Luis         | 1 - 0 | Iberia              |  | Lucio Fariña Fernández  | Rafael Troncoso    | 25/04 | 19:00 |  |
|  | Coquimbo Unido   | 4 - 2 | Unión San Felipe    |  | La Pampilla             | Claudio Aranda     | 26/04 | 16:00 |  |
|  | Lota Schwager    | 0 - 2 | Rangers             |  | Federico Schwager       | César Deischler    | 26/04 | 16:00 |  |
|  | Santiago Morning | 4 - 1 | Curicó Unido        |  | Santiago Bueras         | Héctor Jona        | 26/04 | 16:30 |  |

|  | Everton            | 0 - 1 | Deportes Concepción |  | Lucio Fariña Fernández   | César Deischler | 30/04 | 20:00 |  |
|  | Deportes La Serena | 1 - 0 | Deportes Temuco     |  | La Pampilla              | José Campusano  | 02/05 | 16:00 |  |
|  | San Luis (C)       | 1 - 0 | Lota Schwager (D)   |  | Lucio Fariña Fernández   | Claudio Puga    | 02/05 | 18:00 |  |
|  | Iberia             | 2 - 0 | Deportes Copiapó    |  | Municipal de Los Ángeles | Nicolás Muñoz   | 02/05 | 19:00 |  |
|  | Unión San Felipe   | 1 - 1 | Santiago Morning    |  | Municipal de San Felipe  | Felipe González | 03/05 | 16:30 |  |
|  | Curicó Unido       | 0 - 2 | Magallanes          |  | La Granja                | José Cabero     | 03/05 | 16:30 |  |
|  | Rangers            | 1 - 1 | Coquimbo Unido      |  | Fiscal de Talca          | René De la Rosa | 03/05 | 16:30 |  |

|  | Deportes Temuco     | 0 - 0 | San Luis           |  | Municipal de Villarrica | Francisco Gilabert | 09/05 | 15:00 |  |
|  | Magallanes          | 0 - 0 | Iberia             |  | Santiago Bueras         | Héctor Jona        | 09/05 | 15:30 |  |
|  | Coquimbo Unido      | 1 - 1 | Lota Schwager      |  | La Pampilla             | José Cabero        | 09/05 | 16:00 |  |
|  | Santiago Morning    | 1 - 2 | Everton            |  | Santiago Bueras         | Nicolás Muñoz      | 10/05 | 15:30 |  |
|  | Deportes Concepción | 4 - 2 | Deportes La Serena |  | Municipal de Hualpén    | René De la Rosa    | 10/05 | 16:00 |  |
|  | Deportes Copiapó    | 1 - 1 | Rangers            |  | Municipal de Caldera    | Christian Rojas    | 10/05 | 16:00 |  |
|  | Curicó Unido        | 3 - 5 | Unión San Felipe   |  | La Granja               | Cristian Pavez     | 10/05 | 16:30 |  |

|  | Everton            | 1 - 1 | Deportes Temuco     |  | Lucio Fariña Fernández   | Cristian Pavez  | 15/05 | 19:00 |  |
|  | Rangers            | 1 - 0 | Magallanes          |  | Fiscal de Talca          | José Campusano  | 16/05 | 17:00 |  |
|  | San Luis           | 2 - 0 | Santiago Morning    |  | Lucio Fariña Fernández   | Héctor Jona     | 16/05 | 18:00 |  |
|  | Iberia             | 4 - 1 | Coquimbo Unido      |  | Municipal de Los Ángeles | César Deischler | 16/05 | 19:00 |  |
|  | Deportes La Serena | 2 - 1 | Curicó Unido        |  | La Pampilla              | Rafael Troncoso | 17/05 | 16:00 |  |
|  | Lota Schwager      | 1 - 2 | Deportes Copiapó    |  | Federico Schwager        | Felipe González | 17/05 | 16:00 |  |
|  | Unión San Felipe   | 2 - 2 | Deportes Concepción |  | Municipal de San Felipe  | Christian Rojas | 17/05 | 16:30 |  |

## Estadísticas
Actualizado el 26 de abril de 2015.

| Top 10                | Top 10           | Top 10 |
| Jugador               | Equipo           | Goles  |
| --------------------- | ---------------- | ------ |
| Matías Campos López   | Unión San Felipe | 19     |
| Lucas Concistre       | Santiago Morning | 18     |
| Sergio Comba          | San Luis         | 16     |
| Santiago Malano       | Deportes Temuco  | 13     |
| Miguel Ángel Orellana | Iberia           | 13     |
| Bruno Vides           | Deportes Copiapó | 12     |
| Carlos González       | Magallanes       | 12     |
| Rafael Viotti         | San Luis         | 12     |
| Gastón Sirino         | Unión San Felipe | 12     |
| Alejandro Fiorina     | Coquimbo Unido   | 10     |

| Tabla de goleadores completa | Tabla de goleadores completa | Tabla de goleadores completa |
| Jugador                      | Equipo                       | Goles                        |
| ---------------------------- | ---------------------------- | ---------------------------- |
| Carlos Soza                  | Lota Schwager                | 10                           |
| Leonardo Monje               | Coquimbo Unido               | 9                            |
| Patricio Schwob              | Curicó Unido                 | 9                            |
| Maximiliano Ceratto          | Everton                      | 9                            |
| Miguel Aceval                | Curicó Unido                 | 8                            |
| Aníbal Domeneghini           | Deportes La Serena           | 8                            |
| Jean Meneses                 | San Luis                     | 8                            |
| Gustavo Lanaro               | Unión San Felipe             | 8                            |
| Diego Sevillano              | Unión San Felipe             | 8                            |
| Gamadiel García              | Deportes Concepción          | 7                            |
| Juan Leiva                   | Deportes Concepción          | 7                            |
| Christian Pavez              | Deportes Copiapó             | 7                            |
| Pablo Vranjicán              | Deportes La Serena           | 7                            |
| Cristián Canío               | Everton                      | 7                            |
| Federico Falcone             | Rangers                      | 7                            |
| Gonzalo Abán                 | San Luis                     | 7                            |
| Miguel Ángel González        | Unión San Felipe             | 7                            |
| Eric Pino                    | Deportes La Serena           | 6                            |
| Claudio Latorre              | Deportes Temuco              | 6                            |
| Emiliano Romero              | Everton                      | 6                            |
| Diego Pezoa                  | Magallanes                   | 6                            |
| Fabián Núñez                 | Santiago Morning             | 6                            |
| Óscar Ortega                 | Santiago Morning             | 6                            |
| Renato Tarifeño              | Coquimbo Unido               | 5                            |
| Nino Rojas                   | Deportes Concepción          | 5                            |
| Camilo Melivilú              | Deportes Copiapó             | 5                            |
| Carlos Ross                  | Deportes Copiapó             | 5                            |
| Sebastián Páez               | Deportes Temuco              | 5                            |
| Ezequiel Miralles            | Everton                      | 5                            |
| Eduardo Navea                | Iberia                       | 5                            |
| Luis Fernández               | Lota Schwager                | 5                            |
| Leonel López                 | Lota Schwager                | 5                            |
| Frank Fernández              | Rangers                      | 5                            |
| Patricio Gutiérrez           | Rangers                      | 5                            |
| Diego Alvarado               | Coquimbo Unido               | 4                            |
| Ariel Martínez               | Coquimbo Unido               | 4                            |
| Franco Bechtholdt            | Curicó Unido                 | 4                            |
| Alejandro Camargo            | Curicó Unido                 | 4                            |
| Matías Grandis               | Curicó Unido                 | 4                            |
| Cristián González            | Deportes Temuco              | 4                            |
| Camilo Ponce                 | Everton                      | 4                            |
| Jorge Gálvez                 | Iberia                       | 4                            |
| Cristian Muñoz               | Iberia                       | 4                            |
| Martín Troncoso              | Iberia                       | 4                            |
| Sergio Núñez                 | Lota Schwager                | 4                            |
| Cristian Campozano           | San Luis                     | 4                            |
| Guillermo Pacheco            | San Luis                     | 4                            |
| Leandro Torres               | Coquimbo Unido               | 3                            |
| Felipe Araya                 | Curicó Unido                 | 3                            |
| Sergio Catalán               | Curicó Unido                 | 3                            |
| Martín Cortés                | Curicó Unido                 | 3                            |
| Sebastián Leyton             | Curicó Unido                 | 3                            |
| Luis Alegría                 | Deportes Concepción          | 3                            |
| Javier Bustos                | Deportes Concepción          | 3                            |
| Matías Muñoz                 | Deportes Concepción          | 3                            |
| Matías Sarraute              | Deportes Concepción          | 3                            |
| José David Portillo          | Deportes Copiapó             | 3                            |
| Mauricio Gómez               | Deportes Temuco              | 3                            |
| Arturo Sanhueza              | Deportes Temuco              | 3                            |
| Diego Ruiz                   | Everton                      | 3                            |
| Francisco Silva              | Everton                      | 3                            |
| Fabián Torres                | Iberia                       | 3                            |
| Roberto Órdenes              | Magallanes                   | 3                            |
| Mario Pierani                | Rangers                      | 3                            |
| Gerardo Cortés               | Santiago Morning             | 3                            |
| Manuel Bravo                 | Unión San Felipe             | 3                            |
| Jaime Droguett               | Unión San Felipe             | 3                            |
| Juan Manuel Ferreira         | Coquimbo Unido               | 2                            |
| Manuel Olivares              | Coquimbo Unido               | 2                            |
| Sixto Ramírez                | Coquimbo Unido               | 2                            |
| Claudio Muñoz Uribe          | Coquimbo Unido               | 2                            |
| Diego García                 | Curicó Unido                 | 2                            |
| Alejandro Gaete              | Deportes Concepción          | 2                            |
| Luis Pacheco                 | Deportes Concepción          | 2                            |
| René Bugueño                 | Deportes Copiapó             | 2                            |
| Rodrigo Báez                 | Deportes La Serena           | 2                            |
| Ramses Bustos                | Deportes La Serena           | 2                            |
| Enrique Carvajal             | Deportes La Serena           | 2                            |
| Eric Godoy                   | Deportes La Serena           | 2                            |
| Mauricio Salazar             | Deportes La Serena           | 2                            |
| Matías Arrúa                 | Deportes Temuco              | 2                            |
| Felipe Manosalva             | Deportes Temuco              | 2                            |
| Gaspar Páez                  | Deportes Temuco              | 2                            |
| Matías Rubio                 | Deportes Temuco              | 2                            |
| Nicolás Peñailillo           | Everton                      | 2                            |
| Fernando Saavedra            | Everton                      | 2                            |
| Álvaro Torres                | Iberia                       | 2                            |
| Braulio Brizuela             | Lota Schwager                | 2                            |
| Diego Brizuela               | Lota Schwager                | 2                            |
| Leonardo Ruiz                | Lota Schwager                | 2                            |
| Nicolás Altamirano           | Magallanes                   | 2                            |
| Jonathan Benítez             | Magallanes                   | 2                            |
| Juan Manuel Pérez            | Magallanes                   | 2                            |
| Juan José Albornoz           | Rangers                      | 2                            |
| Rodrigo Brito                | Rangers                      | 2                            |
| Bruno Romo                   | Rangers                      | 2                            |
| Joaquín Verdugo              | Rangers                      | 2                            |
| Jesús Villalobos             | Rangers                      | 2                            |
| Daniel Vicencio              | San Luis                     | 2                            |
| Gonzalo Reyes                | Santiago Morning             | 2                            |
| Manuel Simpertegui           | Santiago Morning             | 2                            |
| Brian Ezequiel Miranda       | Unión San Felipe             | 2                            |
| Jorge Sotomayor              | Unión San Felipe             | 2                            |
| Luis Aguirre                 | Coquimbo Unido               | 1                            |
| Diego Carrasco               | Coquimbo Unido               | 1                            |
| Francisco Cortés             | Coquimbo Unido               | 1                            |
| Maximiliano Pizarro          | Coquimbo Unido               | 1                            |
| Jorge Aquino                 | Curicó Unido                 | 1                            |
| Carlos Guajardo              | Curicó Unido                 | 1                            |
| Joel Estay                   | Deportes Concepción          | 1                            |
| Manuel Fernández             | Deportes Concepción          | 1                            |
| Piero Gárate                 | Deportes Concepción          | 1                            |
| Iván Jara                    | Deportes Concepción          | 1                            |
| Daniel Mansilla              | Deportes Copiapó             | 1                            |
| Andrés Mosquera              | Deportes Copiapó             | 1                            |
| Freddy Munizaga              | Deportes Copiapó             | 1                            |
| Wilson Piñones               | Deportes Copiapó             | 1                            |
| Ángel Carreño                | Deportes La Serena           | 1                            |
| Nicolás Larrondo             | Deportes La Serena           | 1                            |
| Cristóbal Marín              | Deportes La Serena           | 1                            |
| Gary Tello                   | Deportes La Serena           | 1                            |
| Piero Campos                 | Deportes Temuco              | 1                            |
| Sebastián Domínguez          | Deportes Temuco              | 1                            |
| Bryan Llanos                 | Deportes Temuco              | 1                            |
| Francisco Piña               | Deportes Temuco              | 1                            |
| Adán Vergara                 | Deportes Temuco              | 1                            |
| Juan Grabowski               | Everton                      | 1                            |
| Italo Pizarro                | Everton                      | 1                            |
| Marcos Velásquez             | Everton                      | 1                            |
| Francisco Ayala              | Iberia                       | 1                            |
| Roberto Castillo             | Iberia                       | 1                            |
| Joan Henríquez               | Iberia                       | 1                            |
| Gustavo León                 | Iberia                       | 1                            |
| Oliver Toledo                | Iberia                       | 1                            |
| Mariano Celasco              | Lota Schwager                | 1                            |
| Patricio Lagos               | Lota Schwager                | 1                            |
| Fabián Ovejero               | Lota Schwager                | 1                            |
| Amed Pinto                   | Lota Schwager                | 1                            |
| Joe Abrigo                   | Magallanes                   | 1                            |
| José Barrera                 | Magallanes                   | 1                            |
| Lucas Ojeda                  | Magallanes                   | 1                            |
| José Luis Villanueva         | Magallanes                   | 1                            |
| Hugo Díaz                    | Rangers                      | 1                            |
| Jonathan Novoa               | Rangers                      | 1                            |
| Álvaro Ormeño                | Rangers                      | 1                            |
| Luca Pontigo                 | Rangers                      | 1                            |
| Marco Estrada                | San Luis                     | 1                            |
| Carlos Oyaneder              | San Luis                     | 1                            |
| Felipe Saavedra              | San Luis                     | 1                            |
| Brayams Viveros              | San Luis                     | 1                            |
| Miguel Ángel Ayala           | Santiago Morning             | 1                            |
| Leonardo Espinoza            | Santiago Morning             | 1                            |
| Jaime Gaete                  | Santiago Morning             | 1                            |
| Diego de Gregorio            | Santiago Morning             | 1                            |
| Roberto Reyes                | Santiago Morning             | 1                            |
| Bibencio Servín              | Santiago Morning             | 1                            |
| Juan Pablo Andrade           | Unión San Felipe             | 1                            |
| José Cantillana              | Unión San Felipe             | 1                            |
| Félix Cortés                 | Unión San Felipe             | 1                            |
| Boris Lagos                  | Unión San Felipe             | 1                            |
| Jorge Orellana               | Unión San Felipe             | 1                            |

     Máximo goleador del campeonato.

### Autogoles
| Equipo             | Jugadores                        | Total |
| ------------------ | -------------------------------- | ----- |
| Coquimbo Unido     | Manuel Olivares Rober Servín     | 2     |
| Lota Schwager      | Cristian Gómez Leonardo Ruiz     | 2     |
| Magallanes         | Eduardo Arriola Jonathan Benítez | 2     |
| San Luis           | Guillermo Pacheco Víctor Morales | 2     |
| Curicó Unido       | Jorge Aquino                     | 1     |
| Deportes La Serena | Pablo Vranjicán                  | 1     |
| Everton            | Juan Grabowski                   | 1     |
| Iberia             | Emerson Ayala                    | 1     |
| Santiago Morning   | Cristian Oviedo Bibencio Servín  | 1     |

## Asistencia en los estadios

### 20 partidos con mejor asistencia
Fecha de Actualización: 2 de mayo de 2015
| Fecha | Estadio                    | Ciudad     | Local              | Visita              | Público |
| ----- | -------------------------- | ---------- | ------------------ | ------------------- | ------- |
| 38    | Lucio Fariña Fernández     | Quillota   | San Luis           | Lota Schwager       | 7.000   |
| 13    | Francisco Sánchez Rumoroso | Coquimbo   | Coquimbo Unido     | Deportes La Serena  | 6.732   |
| 26    | Francisco Sánchez Rumoroso | Coquimbo   | Coquimbo Unido     | Deportes La Serena  | 5.890   |
| 3     | Elías Figueroa Brander     | Valparaíso | Everton            | San Luis            | 5.611   |
| 35    | Lucio Fariña Fernández     | Quillota   | San Luis           | Unión San Felipe    | 5.125   |
| 3     | Fiscal de Talca            | Talca      | Rangers            | Curicó Unido        | 4.735   |
| 32    | Fiscal de Talca            | Talca      | Rangers            | Curicó Unido        | 4.658   |
| 5     | Germán Becker              | Temuco     | Deportes Temuco    | Deportes Concepción | 4.458   |
| 14    | Lucio Fariña Fernández     | Quillota   | San Luis           | Everton             | 4.352   |
| 28    | Fiscal de Talca            | Talca      | Rangers            | Everton             | 4.334   |
| 37    | Lucio Fariña Fernández     | Quillota   | San Luis           | Iberia              | 4.173   |
| 1     | Elías Figueroa Brander     | Valparaíso | Everton            | Coquimbo Unido      | 3.900   |
| 23    | Lucio Fariña Fernández     | Quillota   | San Luis           | Everton             | 3.882   |
| 13    | Fiscal de Talca            | Talca      | Rangers            | Santiago Morning    | 3.572   |
| 6     | Francisco Sánchez Rumoroso | Coquimbo   | Deportes La Serena | Coquimbo Unido      | 3.519   |
| 35    | Fiscal de Talca            | Talca      | Rangers            | Iberia              | 3.403   |
| 34    | Elías Figueroa Brander     | Valparaíso | Everton            | San Luis            | 3.400   |
| 30    | Fiscal de Talca            | Talca      | Rangers            | San Luis            | 3.331   |
| 8     | Elías Figueroa Brander     | Valparaíso | Everton            | Rangers             | 3.165   |
| 26    | Fiscal de Talca            | Talca      | Rangers            | Deportes Concepción | 3.123   |